# Mayville (Wisconsin)
Pour les articles homonymes, voir Mayville.
Mayville est une ville américaine située dans le comté de Dodge, au Wisconsin. Selon le recensement de 2010, sa population est de 5 154 habitants.